# 16197 Bluepeter
16197 Bluepeter è un asteroide della fascia principale. Scoperto nel 2000, presenta un'orbita caratterizzata da un semiasse maggiore pari a 2,4136612 UA e da un'eccentricità di 0,2355947, inclinata di 10,39450° rispetto all'eclittica.